# Raad van State (België)

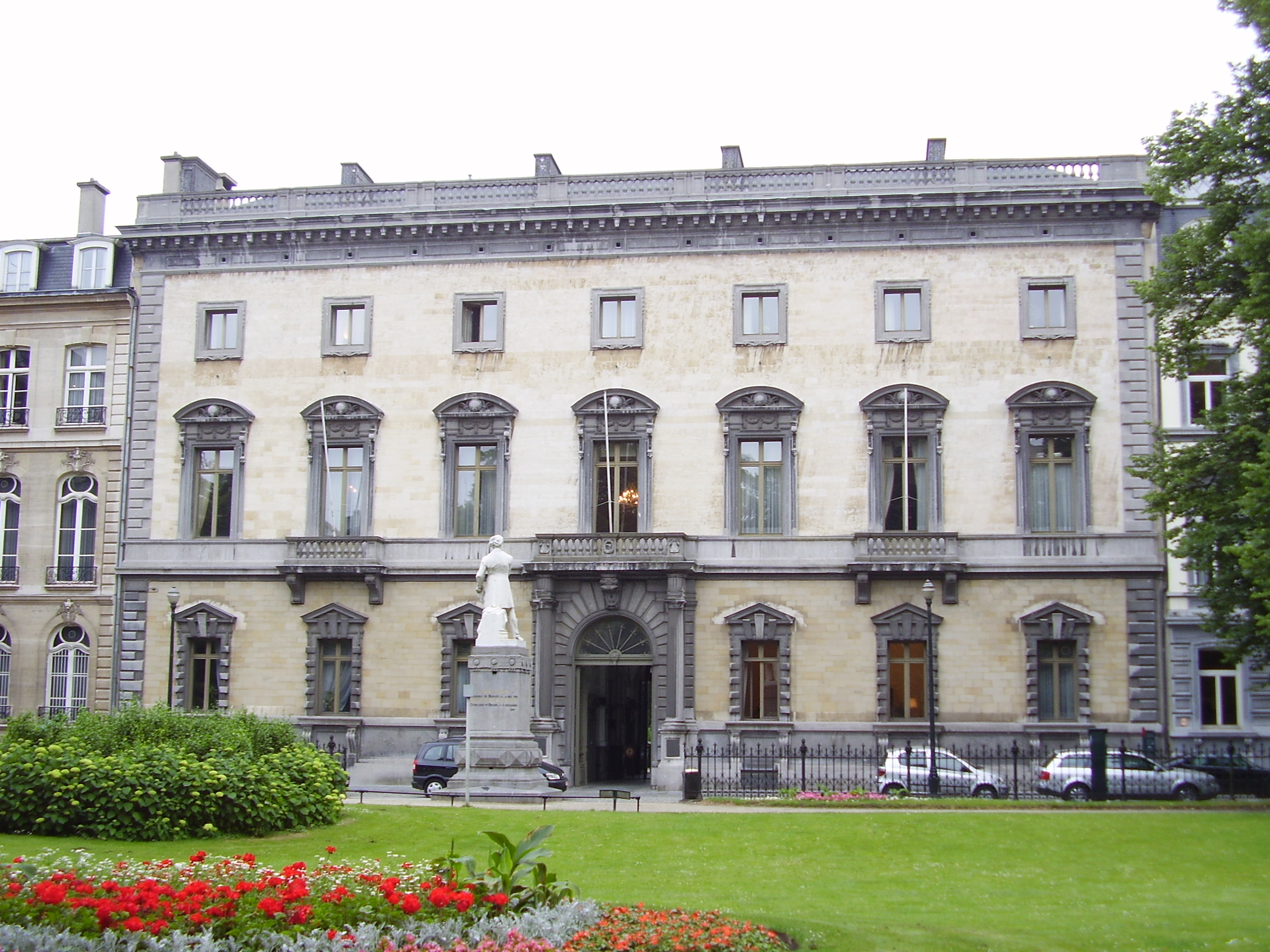
Het Paleis van de markies van Assche, zetel van de Raad van State.

De Belgische Raad van State (Frans: Conseil d'Etat, Duits: Staatsrat) is een bijzonder adviesorgaan en rechtscollege. De Raad van State staat buiten de rechterlijke macht en maakt deel uit van de rechterlijke orde; het is een rechtscollege sui generis.  De Raad van State is voorzien in artikel 160 van de Belgische Grondwet. 
De Raad is opgericht bij wet van 23 december 1946 en werd geïnstalleerd op 9 oktober 1948. De Raad van State is gevestigd in de Wetenschapsstraat 33 te Brussel, in het Paleis van de markies van Assche, tegenover het Frère-Orbansquare, dat tussen 1858 en 1860 werd gebouwd onder leiding van architect Alphonse Balat (1818-1895) in opdracht van graaf Charles van der Noot, markies van Assche.

## Functies
De Raad heeft een dubbele functie:
- advies uitbrengen over voorstellen en ontwerpen van wetten, decreten, ordonnanties of koninklijke of ministeriële besluiten; hierbij gaat de Raad de kwaliteit van de ontwerpteksten na en controleert of ze niet strijdig zijn met de Belgische grondwet of andere hogere rechtsregels.
- als bestuurlijk rechtscollege, bestuurshandelingen (besluiten, reglementen of vergunningen) schorsen en/of vernietigen als die in strijd zijn met hogere rechtsregels.

Elke functie wordt vervuld door een aparte afdeling: respectievelijk de afdeling Wetgeving en de afdeling Bestuursrechtspraak.

### Afdeling wetgeving
De afdeling wetgeving van de Raad van State geeft een beredeneerd advies over de tekst van de voorontwerpen of voorstellen van wet (nationaal), van decreet (Vlaanderen, Wallonië, Franse en Duitstalige Gemeenschap) en van ordonnantie (Brussels hoofdstedelijk gewest). Dit geldt ook voor ontwerpen van reglementaire koninklijke besluiten, ministeriële besluiten en besluiten van de gemeenschaps- en gewestregeringen en van de colleges van de Gemeenschappelijke en de Franse Gemeenschapscommissie. Wanneer de gemotiveerde "hoogdringendheid" van een wettekst wordt ingeroepen, kan hiervan afgeweken worden; de Raad van State zal het voorontwerp niet toetsen aan hogere normen, maar zal wel een advies uitbrengen dat evenwel beperkt is tot de vraag of het voorontwerp strijdig is met art. 74, 77 en 78 G.W. én of het voorontwerp betrekking heeft op aangelegenheden die, al naar het geval, tot de bevoegdheid van de Staat, de Gemeenschap of het Gewest behoren. Onregelmatigheden bij de aanvraag van een advies hebben geen juridische gevolgen wanneer het gaat om wetten, decreten of ordonnanties. In het geval van besluiten kunnen ze daarentegen leiden tot nietigverklaring van het betrokken besluit door de afdeling bestuursrechtspraak van de Raad van State.
De afdeling wetgeving bestaat uit 17 leden van de Raad van State, die door de eerste voorzitter zijn aangewezen, namelijk:
- de eerste voorzitter of de voorzitter
- vier kamervoorzitters
- twaalf staatsraden

Ze worden bijgestaan door ten hoogste 10 assessoren.
Er zijn vijf kamers (3 Nederlandstalige en 2 Franstalige).
In 2019 verklaarde staatsraad Jeroen Van Nieuwenhove dat er onvoldoende magistraten zijn om de stroom van wetgeving te volgen. Hij merkte op dat het aantal adviesaanvragen sinds de jaren tachtig vervijfvoudigd is, maar dat het aantal staatsraden niet is gevolgd. Daardoor geeft de Raad soms geen of slechts een oppervlakkig advies. Nochtans is de kwaliteit van de wetgeving vaak ondermaats en zichtbaar het resultaat van haastwerk.

### Afdeling bestuursrechtspraak
De taak van de Raad van State als bestuurlijk rechtscollege is het schorsen van de tenuitvoerlegging en/of het vernietigen van bestuurshandelingen die strijdig zijn met de geldende hogere rechtsregels. Dit gebeurt onder de vorm van arresten, die gepubliceerd worden onder meer (voor arresten vanaf 1994) op de website van de Raad. Tot 1 juni 2007, stond deze afdeling van de Raad bekend als de 'afdeling administratie'.
De afdeling bestuursrechtspraak bestaat uit elf kamers (vijf Nederlandstalige, vijf Franstalige en één tweetalige) met elk drie leden: twee Staatsraden en één Kamervoorzitter.
In Vlaanderen worden een deel van de bevoegdheden opgenomen door de Raad voor Vergunningsbetwistingen. Die beslist over omgevingsvergunningen en onteigeningsbesluiten. De Raad van State fungeert wel nog steeds als cassatierechtbank voor deze beslissingen. In Wallonië bestaat hiervoor geen equivalent, beroepen op vergunningsaanvragen worden nog steeds door de RvS behandeld. Dit zorgt ervoor dat de RvS meer zaken in Wallonië dan in Vlaanderen behandelt.

## Samenstelling
De Raad van State is samengesteld uit de Raad in eigenlijke zin, het auditoraat, het coördinatiebureau, de griffie en de administratieve diensten.

### Raad
De Raad bestaat uit 44 leden:
- de eerste voorzitter (Wilfried Van Vaerenbergh)
- de voorzitter (Pascale Vandernacht)
- 14 kamervoorzitters
- 42 staatsraden

Staatsraden worden benoemd door de Koning, uit een lijst voorgedragen door de Raad van State. Ze worden voor het leven benoemd. De staatsraden kiezen hun (eerste) voorzitter en kamervoorzitters.
De staatsraden zetelen in de algemene vergadering van de Raad van State en in een van de kamers in de afdeling bestuursrechtspraak of in de afdeling wetgeving. Elke kamer wordt bijgestaan door een of meer griffiers, die onder leiding staan van de hoofdgriffier.

### Auditoraat
Het auditoraat bestaat uit een auditeur-generaal, een adjunct-auditeur-generaal, 14 eerste auditeurs-afdelingshoofden, en 96 eerste auditeurs, auditeurs of adjunct-auditeurs. 
De loopbaan van magistraat bij het auditoraat begint met een benoeming tot adjunct-auditeur na een vergelijkend schriftelijk en mondeling examen. 
De leden van het auditoraat schrijven verslagen over de zaken die aan de Raad van State worden voorgelegd en geven advies op de zittingen van de Raad. Zij vervullen hun taak in samenwerking met de Raad, maar in volle onafhankelijkheid.
De auditeur-generaal en de adjunct-auditeur-generaal verdelen de zaken onder de leden van het auditoraat en leiden de werkzaamheden. De eerste auditeurs-afdelingshoofden nemen deel aan die leiding.

### Griffie
De griffie wordt geleid door de hoofdgriffier van de Raad van State en bestaat uit 32 griffiers.
Elk stuk dat aan de Raad van State wordt toegezonden en verband houdt met een toekomstige of lopende procedure voor de Raad van State wordt verwerkt en verspreid over de diensten van de Raad van State.

### Coördinatiebureau
Het coördinatiebureau is samengesteld uit twee eerste referendarissen-afdelingshoofden en twee eerste referendarissen, referendarissen of adjunct-referendarissen.
De taken van het coördinatiebureau zijn:
- de stand van de wetgeving bijhouden
- de documentatie betreffende de stand van de wetgeving ter beschikking stellen van de Raad van State en van het publiek
- de coördinatie, codificatie en vereenvoudiging van de wetgeving voorbereiden.

De taken van het coördinatiebureau worden uitgevoerd onder het gezag en de leiding van de eerste voorzitter of van de voorzitter, indien deze verantwoordelijk is voor de afdeling Wetgeving.

### Administratieve diensten
Het dagelijks beheer van de Raad van State en zijn infrastructuur gebeurt door de administratieve diensten. Deze worden geleid door de beheerder Klaus Vanhoutte.